# مستعر

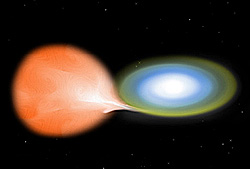
رسم يوضح قزماً أبيضاً يسحب الغاز الهيدروجيني من رفيقه العملاق الأحمر.

المستعرّ أو المستسعر أو الطارف أو المتجدد (بالإنجليزية: Nova) هو انفجار مفاجئ في الفضاء ينجم عنه سطوع ضوء شديد يتكون على إثره نجم جديد. الانفجار ينتج عن جذب نجم قزم أبيض لغاز الهيدروجين إلى سطحه. حيث يجذب القزم الأبيض غاز الهيدروجين عادة من نجم كبير قريب منه، حيث يدخل عندها القزم الأبيض في تفاعلات اندماج نووي كبيرة. المستعر يختلف عن المستعر الأعظم والمستعر الأحمر المضيء.
يتوقع الفلكيون أن مجرة درب التبانة تشهد قرابة 30 إلى 60 مستعر سنوياً. عدد المستعرات المكتشفة في مجرة درب التبانة في كل سنة أقل من ذلك العدد، حيث يُكتشف حوالي عشرة مستعرات. يُكتشف أيضاً حوالي 25 مستعر بقدر ظاهري أعلى من 20 في مجرة المرأة المسلسلة (أندروميدا) في كل عام، وعدد أقل من ذلك في المجرات الأخرى المجاورة.
نتائج تحليل طيف السديم الناتج عن المستعرات أظهرت أنها غنية بعناصر الهليوم والكربون والنيتروجين والأكسجين والنيون والمغنيسيوم. يُضيف المستعر كميات قليلة من المواد إلى المحيط الذي حوله، حيث يضيف إلى المجرة حوالي 1/50 فقط من المواد التي تضيفها المستعرات العظمى و1/1200 مما تضيفه نجوم العمالقة الحمراء.
يتوقع العلماء أن معظم المستعرات تحدث بشكل دوري لنفس الأبيض القزم بفترات تتراوح بين ألف ومئة ألف سنة. المستعرات المتكررة خلال عقود (عشرات السنوات فقط) نادرة الحدوث مثل مستعر «آر إس الحواء» (RS Ophiuchi). الدورة الزمنية للمستعرات تعتمد بشكل أقل على معدل امتصاصها لغاز الهيدروجين، لكن بشكل أكبر على كتلة القزم الأبيض، وذلك لأن النجوم البيضاء القزمة ذات الكتلة العالية تحتاج إلى كميات أقل من غاز الهيدروجين لتبدأ بالدخول في تفاعلات نووية كبيرة، بعكس الأقزام البيضاء ذات الكتلة الصغيرة. ولذلك تكون دورة المستعر في النجوم البيضاء القزمة ذات الكتلة الكبيرة أقصر من دورته للنجوم البيضاء القزمة ذات الكتلة الصغيرة.

## مستعرات ساطعة منذ 1890
| العام | المستعرّ             | اللمعان الأقصى |
| ----- | ------------------- | -------------- |
| 1891  | تي ممسك الأعنة      | 3.8 ق.ظ        |
| 1898  | الرامي في1059       | 4.5 ق.ظ        |
| 1899  | العقاب في606        | 5.5 ق.ظ        |
| 1901  | جي كي الحوت         | 0.2 ق.ظ        |
| 1903  | مستعر التوأمين 1903 | 6 ق.ظ          |
| 1905  | مستعر العقاب 1905   | 7.3 ق.ظ        |
| 1910  | مستعر العظاءة 1910  | 4.6 ق.ظ        |
| 1912  | مستعر التوأمين 1912 | 3.5 ق.ظ        |
| 1918  | في603 العقاب        | −1.8 ق.ظ       |
| 1919  | مستعر القيثارة 1919 | 7.4 ق.ظ        |
| 1919  | مستعر الحواء 1919   | 7.4 ق.ظ        |
| 1920  | مستعر الدجاجة 1920  | 2.0 ق.ظ        |
| 1925  | آر آر آلة الرسام    | 1.2 ق.ظ        |
| 1934  | دي كيو الجاثي       | 1.4 ق.ظ        |
| 1936  | سي بي العظاءة       | 2.1 ق.ظ        |
| 1939  | بي تي وحيد القرن    | 4.5 ق.ظ        |
| 1942  | سي بي الكوثل        | 0.3 ق.ظ        |
| 1943  | مستعر العقاب 1943   | 6.1 ق.ظ        |
| 1950  | دي كي العظاءة       | 5.0 ق.ظ        |
| 1960  | الجاثي في446        | 2.8 ق.ظ        |
| 1963  | الجاثي في533        | 3 ق.ظ          |
| 1970  | إف إتش الحية        | 4 ق.ظ          |
| 1975  | الدجاجة في1500      | 2.0 ق.ظ        |
| 1975  | الترس في373         | 6 ق.ظ          |
| 1976  | إن كيو الثعلب       | 6 ق.ظ          |
| 1978  | الدجاجة في1668      | 6 ق.ظ          |
| 1984  | كيو يو الثعلب       | 5.2 ق.ظ        |
| 1986  | القنطور في842       | 4.6 ق.ظ        |
| 1991  | الجاثي في838        | 5.0 ق.ظ        |
| 1992  | الدجاجة في1974      | 4.2 ق.ظ        |
| 1999  | العقاب في1494       | 5.03 ق.ظ       |
| 1999  | الشراع في382        | 2.6 ق.ظ        |
| 2006  | آر إس الحواء        | 4.5 ق.ظ        |
| 2007  | العقرب في1280       | ~3.7 ق.ظ ,     |

ملاحظة:رجاءً أضف كل المُستعرات التي يزيد قدرها الظاهري عن 6. 

## مستعرات حالية
- مستعر RS Ophiuchi
- آر إي الحواء
- تي الإكليل الشمال
- تي بيت الإبرة

## وصلات خارجية
- General Catalog of Variable Stars, Sternberg Astronomical Institute، موسكو
- NASA Observatorium: Classical Nova نسخة محفوظة 10 مايو 2007 على موقع واي باك مشين.